# Yang Gi-tak
Dans ce nom coréen, le nom de famille, Yang, précède le nom personnel.
Yang Gi-tak ou Yang Kit'ak (né le 2 avril 1871 et mort le 20 avril 1938) est le huitième président du gouvernement provisoire de la république de Corée du 1er octobre 1933 au 1er octobre 1935.